# الجهد الثنائي
في الفيزياء، يشير مصطلح الجهد الثنائي إلى أي وظيفة تصف الطاقة الكامنة لتفاعل جسمين. على سبيل المثال يتضمن الجهد الثنائي قانون كولوم في علم الديناميكا الكهربائية وقانون نيوتن الخاص بالجاذبية الكونية في علم الميكانيكا وجهد لينارد جونز وجهد مورس.
وتعد الجهود الثنائية شائعة للغاية في الفيزياء، وبالنسبة للاستثناءات فهي نادرة جدًا. ومن أمثلة وظيفة الطاقة الكامنة التي ليست جهدًا ثنائيًا هو جهد أكسيلورد تيلر ذو الجسم الثلاثي. مثال آخر هو جهد ستريلنغ ويبر من أجل السليكون الذي يتضمن زاوية في
أي مثلث من ذرات السليكون كمؤشر.